# Білизна звичайна
Білизна́ звичайна, або жерех (Leuciscus aspius) — вид риб родини ялецевих (Leuciscidae). В Європі вид охороняється Бернською конвенцією. Раніше зараховувався до складу роду білизна (Aspius) й родини коропових (Cyprinidae).

## Опис
Довжина до 80 см, вага до 4 (інколи 10—12) кг. Тіло видовжене, стиснуте з боків, з високим спинним плавцем. Рот великий, з добре розвиненою нижньою щелепою.

## Поширення
Поширена в річках і солонувато-водних лиманах басейнів Чорного, Азовського і Каспійського морів.

## Особливості біології
В умовах лиманів і пониззя річок — напівпрохідна риба: навесні заходить в річки для розмноження, влітку нагулюється в лиманах, восени залягає в річках «на ями». Має промислове значення.
Живиться рибою та іншими дрібними тваринами. Білизна — швидкий та сильний хижак, володар поверхневих вод. Молодь полює зграями, більші риби — поодинці. Типовий спосіб полювання — білизна вистрибує з води та сильно б'є по поверхні передньою частиною тіла, оглушуючи дрібну рибу, а після цього — поїдає її. Рибалки завжди можуть знайти білизну саме за цими голосними сплесками та за річковими птахами, які завжди кружляють навколо місця полювання білизни.

## Охорона
На більшій частині ареалу стан природних популяцій виду залишається більш-менш стабільним. Саме тому він, згідно Червоного списку МСОП, отримав охоронний статус «відносно благополучний вид». Але в окремих регіонах спостерігається тенденція до зниження чисельності популяції виду і він потребує охорони.
Так, в Європі вид занесений до Додатку 3 Бернської конвенції (охоронна категорія: вид підлягає охороні), а також до Резолюції 6 цієї ж конвенції. Крім того, білизна звичайна охроняється Директивою Європейського Союзу 92/43/ЄС «Про збереження природних оселищ та видів природної фауни і флори» (Додаток II. Види рослин і тварин, що становлять особливий інтерес для Європейського Союзу, збереження яких потребує створення територій особливої охорони).

## Практичне значення
Вид має промислове значення в окремих регіонах.

### Аматорська ловля
Білизна є рибою дуже обережною, лякливою і водночас сильною та витривалою. Через її важковловимість білизна є одним з найцінніших трофеїв спінінгіста та нахлистовика. Білизну ловлять на поверхневі блешні, воблери, сбіруліно, спеціальні мушки з кольорових ниток — вабики. Дуже ефективним для ловлі білизни є девон — швидкісна обертова блешня.